# Almucidaris
Almucidaris is een geslacht van uitgestorven zee-egels uit de familie Cidaridae.

## Soorten
- Almucidaris durhami Blake & Zinsmeister, 1991 †